# Масяк, Кацпер
Ка́цпер Ма́сяк (пол. Kacper Masiak; 19 июля 2003, Рацибуж) — польский футболист, полузащитник клуба «Ракув».

## Биография
Кацпер Масяк является воспитанником футбольной школы клуба «Заглембе» из города Любин. С 2021 года он начал свои выступления в дублирующем составе команды во второй лиге. Свою первую игру в основе Масяк провел 4 февраля 2022 года, когда вышел на замену в конце матча чемпионата Польши против варшавской «Легии». Но игра так и осталась единственной для Кацпера в форме «Заглембе».
В январе 2024 года Маяск перешел в состояние другого клуба Экстракласы «Ракув». Несколько раз был в заявке первой команды, но в первом сезоне в клубе играл только за второй состав «Ракува».